# يونيو 1943

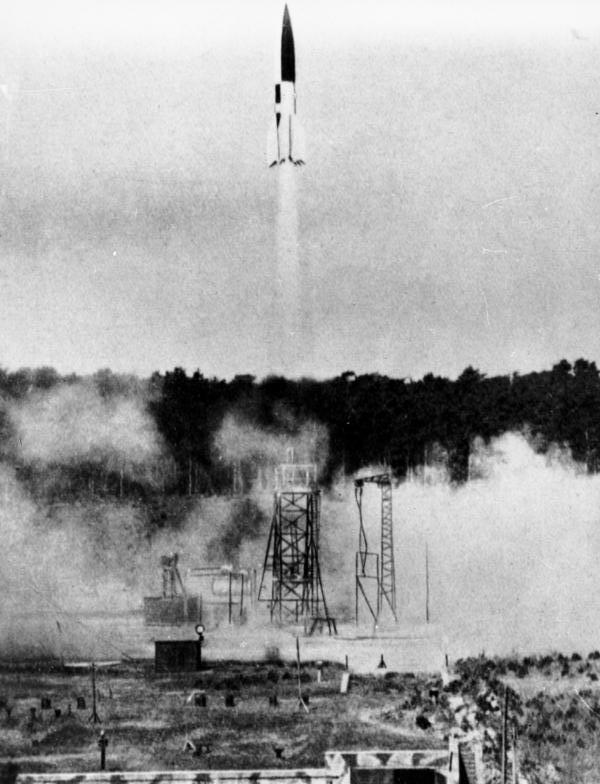
اختبرت ألمانيا بنجاح الصاروخ الباليستي الجديد V-2 في 28 يونيو 1943

انفجار ذخيرة على متن البارجة اليابانية موتسو يؤدي إلى مقتل 1121 من أفراد الطاقم في 8 يونيو 1943

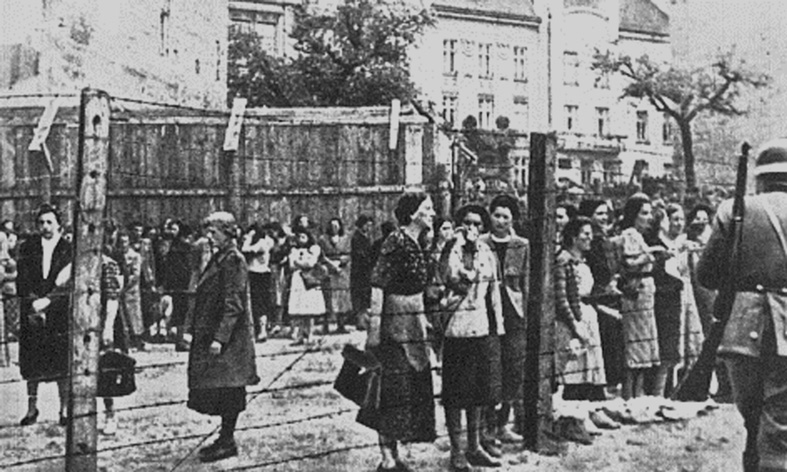
اكتمال إخلاء البولنديين من غيتو لفيف في 2 يونيو 1943

الأحداث التالية وقعت في يونيو 1943:

## 1 يونيو 1943 (الثلاثاء)
- تنطلق من بالتيمور سفينة الحرية الأمريكية إس إس جون مورغان في رحلتها الأولى محملة بشحنة متفجرات فاصطدمت بالخطأ بناقلة النفط إس إس مونتانا التي كانت تدخل الميناء. حيث قُتل خمسة وستون من أصل ثمانية وستين رجلاً على متن مورغان في الانفجار بينما احترق ثمانية عشر من أصل اثنين وثمانين رجلاً على متن مونتانا حتى الموت في الحريق الذي تلا ذلك.[1] وقد انتظرت البحرية الأمريكية خمسة أيام قبل إعلان الخبر.[2]

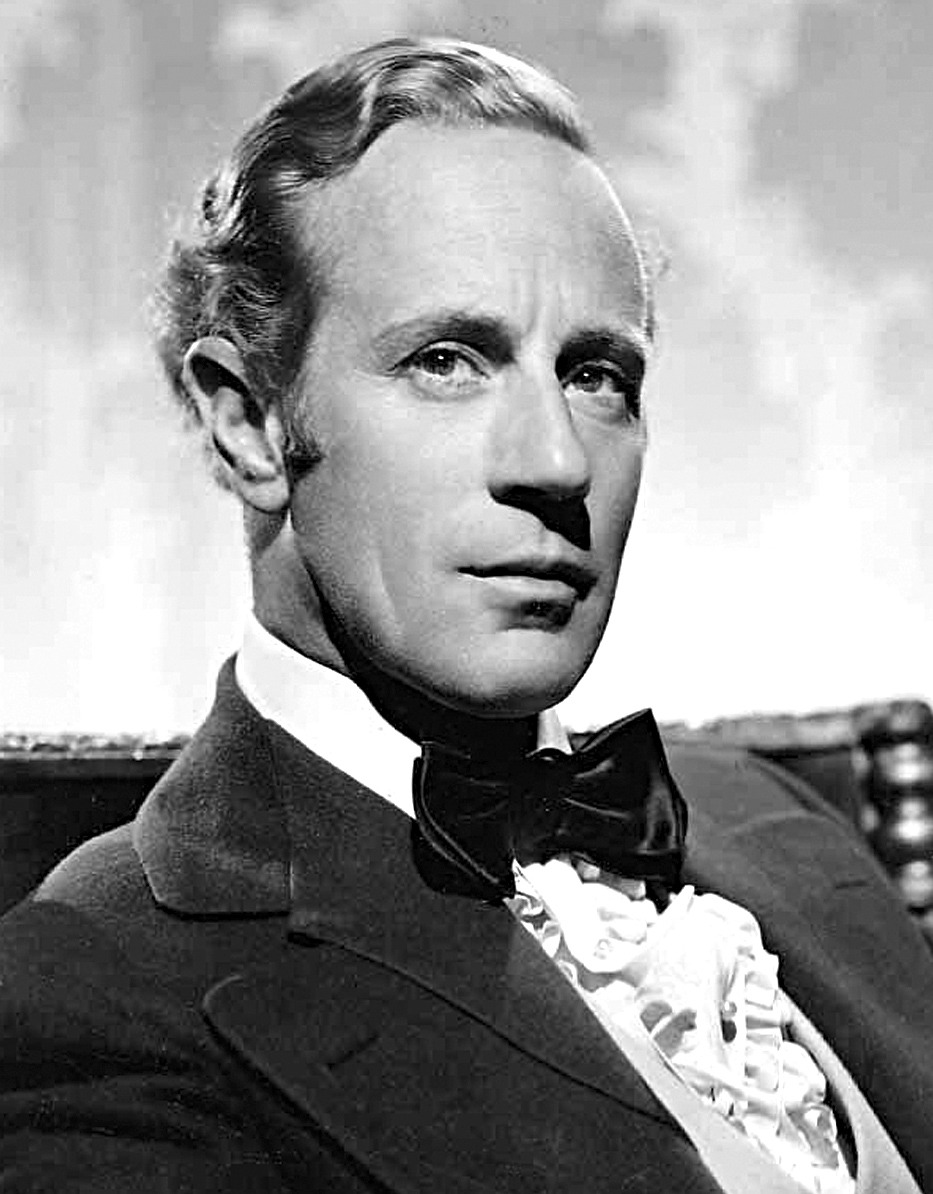
ليزلي هوارد بدور آشلي ويلكس في فيلم ذهب مع الريح

- أُسقطت طائرة دي سي-3 التابعة لشركة الخطوط الجوية البريطانية الخارجية الرحلة 777 والتي كانت على متن رحلة ركاب مجدولة فوق خليج بسكاي خلال مواجهة مع ثماني طائرات يونكرز جو 88 ألمانية. ولقي جميع من كانوا على متنها وعددهم 17 شخصًا حتفهم بمن فيهم الممثل السينمائي ليزلي هوارد الذي لعب دور آشلي ويلكس في فيلم "ذهب مع الريح".[3] وترددت تكهنات بأن إسقاط الطائرة كان محاولة لاغتيال رئيس الوزراء البريطاني ونستون تشرشل وأن الألمان ربما اعتقدوا خطأً أنه كان على متنها.
- يومها انتهت الهدنة التي دعا إليها اتحاد عمال المناجم المتحد في إضراب منجم الفحم في الساعة 12:01 صباحًا غادر عمال المناجم النقابيون وظائفهم للمرة الثانية في خمسة أسابيع.[4] وقد أمر جون إل. لويس الرجال بالعودة إلى العمل في نهاية الأسبوع.[5]
- مواليد: كوكي جالمان مؤلفة إيطالية كتبت عن تجاربها في كينيا بما في ذلك كتابها حلمت بأفريقيا في تريفيزو

## 2 يونيو 1943 (الأربعاء)
- أكملت ألمانيا تصفية غيتو لفيف الواقع في بولندا المحتلة مع ترحيل آخر السكان الناجين إلى معسكر اعتقال جانوفسكا القريب. في وقت ما كان هناك 160,000 يهودي في لفيف التي أعاد الألمان تسميتها بليمبرغ. قُتل جميع السكان السابقين تقريبًا بحلول نوفمبر. بعد انتصار الاتحاد السوفيتي في الحرب العالمية الثانية أصبحت المدينة جزءًا من جمهورية أوكرانيا السوفيتية الاشتراكية وأُعيدت تسميتها بلفوف.[6]
- فقدت ألمانيا الغواصات U-105 وU-202 وU-462 وU-521 جميعها أثناء العمليات المعادية في المحيط الأطلسي.
- إطلاق الفيلم الكوميدي هت ذا آيس بطولة أبوت وكوستيلو.
- وُلِدّ:
  - إلياياراجا موسيقي كلاسيكي هندي وملحن لنتائج الأفلام ورجا جناناديسيكان في بانيبورام بمنطقة ثيني برئاسة مدراس.
  - بلينكي باليرمو (الاسم الفني لبيتر شوارتز) فنان تجريدي ألماني في لايبزيغ (توفي عام 1977)
- مات:
  - نايل كينيك 24 عامًا الفائز بجائزة هايزمان لكرة القدم الجامعية عام 1939 في جامعة أيوا. وكينيك الذي تخلى عن مسيرته في دوري كرة القدم الأمريكية اختفى عندما تحطمت طائرته المقاتلة من طراز F4F وايلدكات خلال مهمة تدريبية. وسقط في المحيط قبالة سواحل فنزويلا عندما بدأ الزيت يتسرب من طائرته أثناء عودته إلى حاملة الطائرات يو إس إس ليكسينغتون.[7]
  - جون فرانك ستيفنز 90 عامًا مهندس أمريكي هو كبير المهندسين في قناة بنما.
  - الدكتور آلان روي دافو 60 عامًا هو طبيب كندي لتوائم ديون الخمسة.

## 30 يونيو 1943 (الأربعاء)
- بدأت عملية كارتويل في جنوب المحيط الهادئ عندما نزلت قوات الحلفاء -تحت قيادة الأدميرال بول هالسي- في جزيرتي نيو جورجيا وريندوفا.[8]
- نفذت القوات المتحالفة عملية إنزال برمائي في خليج ناسو.
- بدأت معركة ويكهام أنكوريج بين القوات الأمريكية واليابانية في جزيرة فانجونو.
- أطلق طوربيد على السفينة الحربية الأمريكية مكاولي (APA-4) وإغراقها بواسطة طائرات معادية مما أدى إلى مقتل 8 من أفراد الطاقم.
- وُلِدّ:
  - تينزين بالمو راهبة بوذية تبتية من مواليد إنجلترا وأيضا ديان بيري في وولمر بارك بهيرتفوردشاير.[9]
  - فلورنس بالارد واحدة من الأعضاء المؤسسين لمجموعة موتاون الغنائية النسائية الشهيرة ذا سوبريمز في ديترويت. (توفيت عام 1976)